# Кателевский, Дмитрий Петрович
Дмитрий Петрович Кателевский (род. 17 января 2003, Оренбург) — российский хоккеист, нападающий. Мастер спорта России (2021).

## Биография
Начинал заниматься хоккеем в Оренбурге, в сезоне 2010/11 перешёл в систему казанского «Ак Барса». С сезона 2019/20 стал играть за команду МХЛ «Ирбис», со следующего сезона — игрок «Барса» в ВХЛ. 8 октября 2020 года дебютировал в КХЛ, проведя единственный матч в сезоне — в гостях против «Витязя» (3:2Б).
Серебряный призёр юниорского чемпионата мира 2021 года.